# Петър Дочев
Петър Дочев е български художник – живописец.

## Биография
Завършва ВИИИ „Николай Павлович“ през 1956 г., специалност „Живопис“. Известно време работи като художник към „Кремиковци“ (1960 – 1975) и изкуството му е свързано с работническата тема и индустриален пейзаж.
Правил е над 30 изложби. Носител е на втора награда от Международното триенале по живопис в София през 1996 г. През годините Дочев прави множество експерименти и радикални промени в личния си стил на рисуване. Негови произведения са притежание на Националната художествена галерия, на много галерии из страната и частни български и чуждестранни колекционери.
Посмъртно е награден с престижната награда „Захари Зограф“.

## За него
- Петър Дочев, представен от Ирина Аврамова. Поредица „Съвременно българско изкуство. Имена“. София: Университетско издателство „Св. Климент Охридски“, 2015[1]